# Diamond Head
Diamond Head, brittiskt heavy metal-band bildat i Stourbridge, England 1976. Diamond Head var en viktig del av New Wave of British Heavy Metal och ges av senare band, såsom Metallica och Megadeth, erkännande som en viktig tidig influens.

## Tidig historia
Diamond Head gav ut ett par demoband 1977 och 1979 och fick tillräcklig uppmärksamhet genom radiospelningar för att få turnera tillsammans med AC/DC och Iron Maiden. Deras första album Lightning to the Nations (också känd som The White Album), gavs ut 1980 på skivbolaget Happy Face Records och dess framgång ledde till ett kontrakt med MCA Records 1981. Ytterligare två album, Borrowed Time och Canterbury, följde innan bandet splittrades för första gången 1985.

## Senare historia
1991 återbildade Brian Tatler och Sean Harris Diamond Head och gav 1993 ut albumet Death and Progress vilket innehöll låtar av Black Sabbaths Tony Iommi och Megadeths Dave Mustaine. 1994 splittrades bandet igen och återbildades inte förrän 2002. Efter rykten om att de höll på att spela ett nytt album, kom den överraskande nyheten om att Sean Harris lämnade gruppen 2004 för att senare ersättas av Nick Tart. Brian Tatler är nu den enda ursprungliga medlemmen i Diamond Head. Bandets sjättte studioalbum, "What's in Your Head", gavs ut 2007. 2016 kom det självbetitlade studioalbumet Diamond Head

## Influenser på Metallica
Diamond Head är förmodligen mest känd bland heavy-metalfans för förbindelsen med Metallica, som framhåller dem som en viktig tidig influens och som ofta spelat Diamond Head-covers på konserter. 1987 spelade Metallica in en cover på "The Prince" på EP:n Garage Days Re-revisited och 1998 även "Am I Evil?", "The Prince", "It’s Electric" och "Helpless" på albumet Garage Inc. "Am I Evil?" var en av Metallicas första anmärkningsvärda inspelade låtar (som del av kassettsingeln "Am I Evil?" / "Blitzkrieg") och fanns under en kortare tid med på debutalbumet Kill 'em All.

## Medlemmar

### Nuvarande medlemmar
- Brian Tatler — sologitarr, rytmgitarr, bakgrundssång (1976–1985, 1991–1994, 2000–)
- Karl Wilcox — trummor (1991–1994, 2002–)
- Andy "Abbz" Abberley — rytmgitarr (2006–)
- Rasmus Bom Andersen – sång (2014–)
- Dean Ashton – basgitarr, bakgrundssång (2016–)

### Tidigare medlemmar
- Sean Harris — sång, rytmgitarr (1976–1985, 1990–1994, 2000–2004)
- Colin Kimberley — basgitarr, bakgrundssång (1976–1983)
- Duncan Scott — trummor (1976–1983)
- Robbie France — trummor (1983–1985; död 2012)
- Mervyn "Merv" Goldsworthy – basgitarr (1983–1984)
- Josh Phillips-Gorse — keyboard (1983–1984)
- David Williamson — basgitarr (1984–1985)
- Eddie "Chaos" Moohan — basgitarr, bakgrundssång (1991–1992, 2002–2016)
- Pete Vuckovic — basgitarr, bakgrundssång (1992–1994)
- Floyd Brennan — rytmgitarr, bakgrundssång (2000–2002)
- Adrian Mills – rytmgitarr (2003–2006)
- Nick Tart — sång (2004–2014)

## Diskografi
Studioalbum
- Lightning to the Nations (1980)
- Borrowed Time (1982)
- Canterbury (1983)
- Death and Progress (1993)
- All Will Be Revealed (2005)
- What's in Your Head? (2007)
- Diamond Head (2016)

Livealbum
- The Friday Rock Show Sessions / Live at Reading (1992)
- Evil Live (1994)
- Live - In the Heat of the Night (2000)
- It's Electric (2006)
- Live at the BBC (2010)

EP
- Diamond Lights EP (1981)
- Four Cuts (1982)
- Acoustic: First Cuts EP (2002)

Samlingsalbum
- Behold the Beginning (1991)
- Am I Evil? (1987)
- Sweet and Innocent (1988)
- Singles (1992)
- Helpless (1996)
- To Heaven From Hell (1997)
- The Best of Diamond Head (1999)
- Diamond Nights (2000)
- The Diamond Head Anthology: Am I Evil? (2004)
- The MCA Years (2009)
- Lightning to the Nations: The White Album (2011)
- Am I Evil?: The Best Of (2013)